# Ebenezer Scrooge

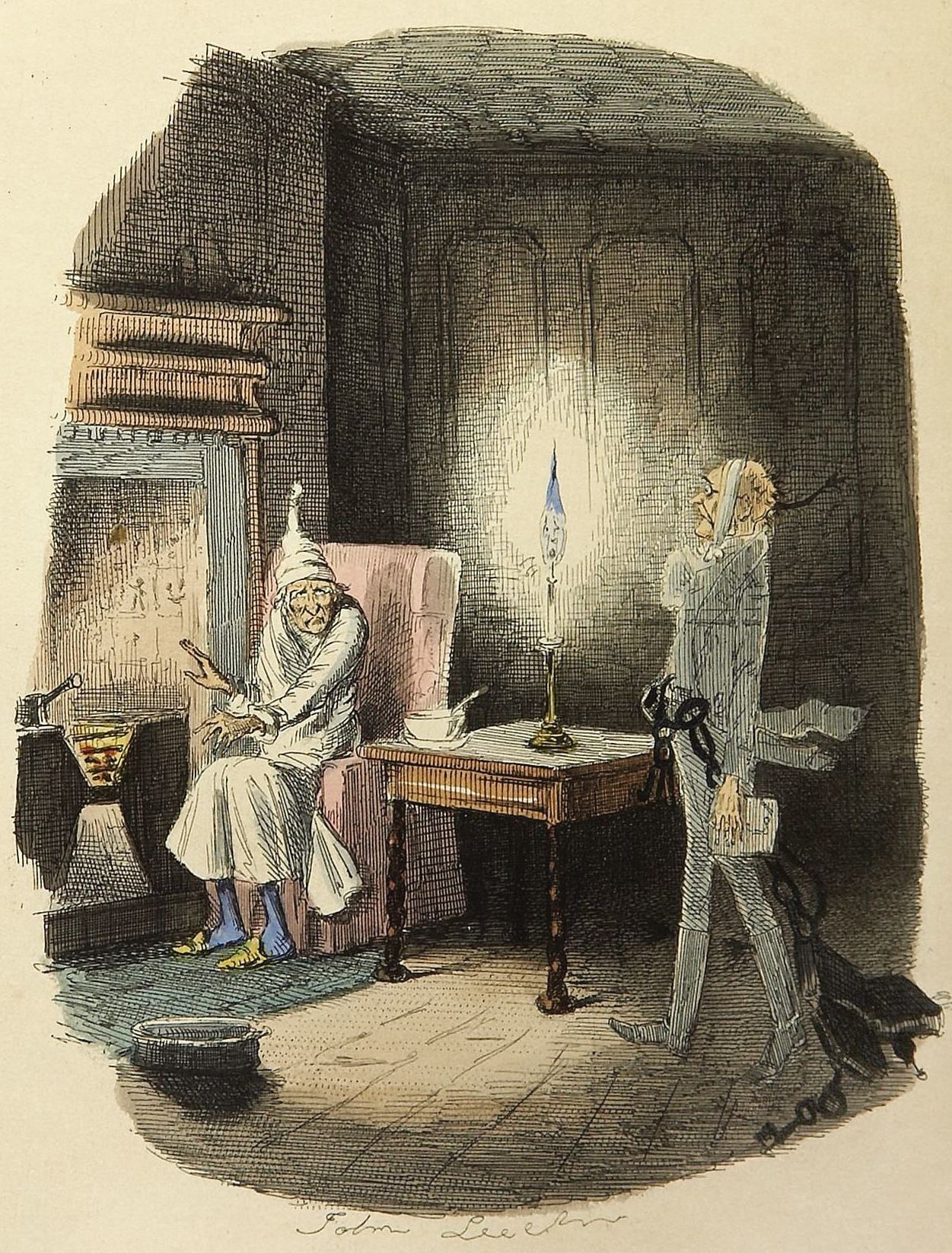
Ebenezer Scrooge wird von Marleys Geist besucht

Ebenezer Scrooge ist der Protagonist von Charles Dickens’ Novelle A Christmas Carol aus dem Jahr 1843. Er tritt in zahlreichen Film- und Theateraufführungen auf und zählt daher zu den bekanntesten fiktiven Figuren der Welt.

## Charakterisierung

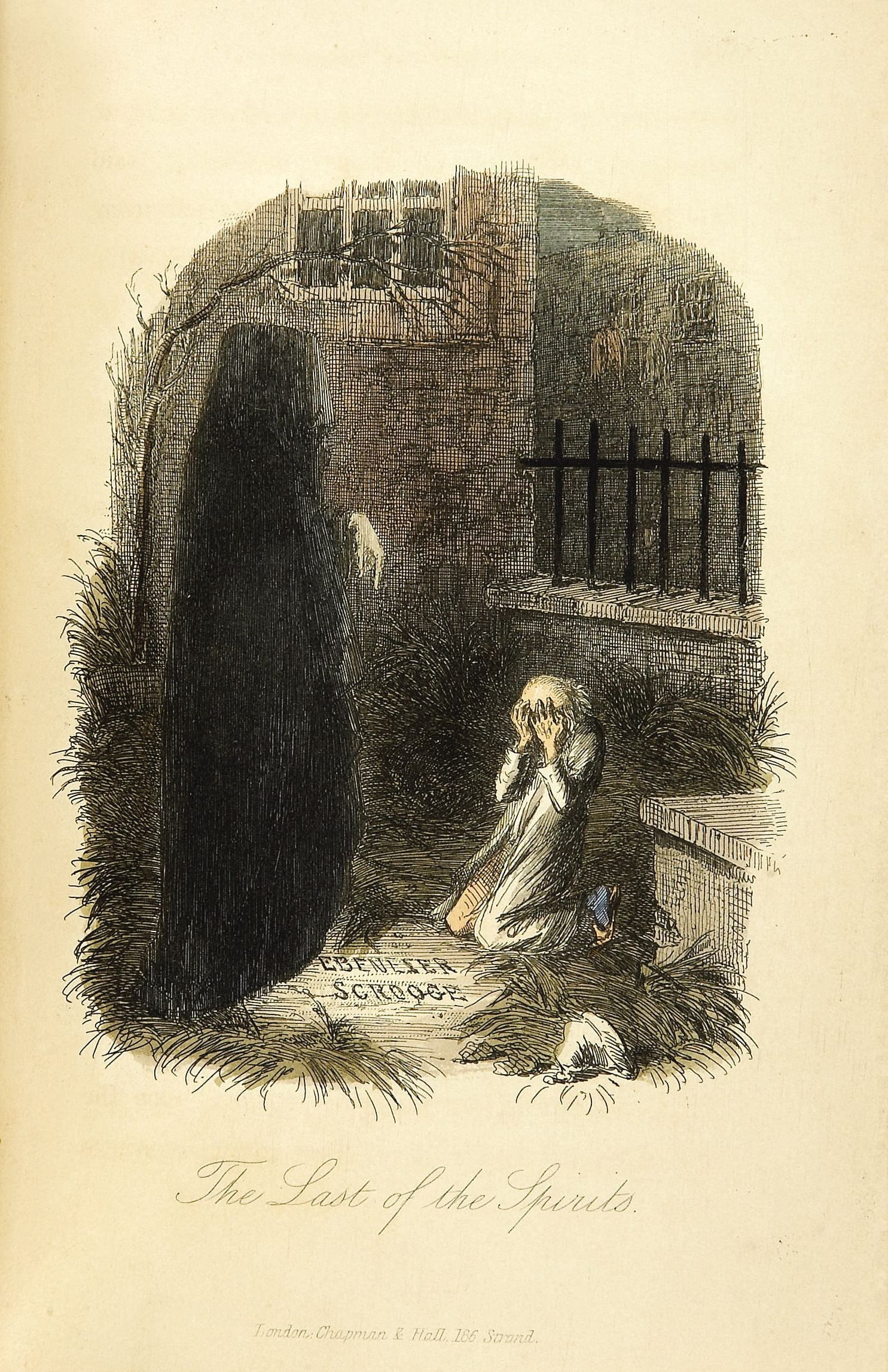
Zeichnung aus dem Jahr 1843

Scrooge ist ein überaus vermögender Geldverleiher. Zu Beginn der Novelle ist er ein kaltherziger Geizhals, der Weihnachten verachtet und sich unmenschlich gegenüber seinen Mitmenschen verhält. Als ihm in der Nacht vor Heiligabend jedoch vier Geister erscheinen und sie ihn mit seinem Verhalten konfrontieren, prägt ihn dies so sehr, dass er sich zu einem großzügigen Spender und liebenswerten Menschen verändert, der fortan Weihnachten ehrt.

## Namensbedeutung
Ebenezer Scrooges Nachname steht in der englischen Sprache als Synonym für Geiz und Misanthropie. Der geizige, steinreiche Onkel von Donald Duck, Dagobert Duck, trägt im englischen Original den Namen Scrooge McDuck; angelehnt an seinem ersten Auftritt unter ähnlicher Handlung (Christmas on Bear Mountain von Carl Barks, 1947).
Scrooges Schlagwort „Bah! Humbug!“ wird oft verwendet, um Abscheu über viele moderne Weihnachtstraditionen auszudrücken.

## Auftreten

### Filme

#### Kino
- 1901: Scrooge, or Marley’s Ghost
- 1908: A Christmas Carol
- 1935: Scrooge
- 1938: A Christmas Carol
- 1951: Eine Weihnachtsgeschichte (Scrooge)
- 1954: A Christmas Carol
- 1955: Ein Weihnachtslied in Prosa
- 1970: Scrooge
- 1984: Charles Dickens’ Weihnachtsgeschichte (A Christmas Carol)
- 1988: Die Geister, die ich rief … (Scrooged)
- 2000: A Diva’s Christmas Carol – Ein ganz besonderes Weihnachten
- 2001: Ein Weihnachtsmärchen
- 2003: Carol und die Weihnachtsgeister
- 2004: Eine Weihnachtsgeschichte nach Charles Dickens – Musical (A Christmas Carol)
- 2009: Disneys Eine Weihnachtsgeschichte
- 2022: Spirited

#### Fernsehen
- 1949: The Christmas Carol
- 1960: Ein Weihnachtslied in Prosa oder Eine Geistergeschichte zum Christfest
- 1982: Ein Weihnachtsmärchen
- 1997: Ms. Scrooge – Ein wundervoller Engel
- 1999: A Christmas Carol – Die Nacht vor Weihnachten
- 2019: A Christmas Carol

#### Weitere
- 1971: A Christmas Carol
- 1983: Mickys Weihnachtserzählung Dagobert Duck Scrooge
- 1992: Die Muppets Weihnachtsgeschichte (The Muppet Christmas Carol)
- 1994: Freds Weihnachtsshow (A Flintstones Christmas Carol)
- 1997: Die Weihnachtsgeschichte (A Christmas Carol)
- 2001: A Christmas Carol
- 2004: Der Polarexpress
- 2006: A Sesame Street Christmas Carol
- 2008: Barbie in: Eine Weihnachtsgeschichte
- 2010: Doctor Who: A Christmas Carol
- 2017: Charles Dickens: Der Mann, der Weihnachten erfand (The Man Who Invented Christmas)
- 2018: Geister der Weihnacht

#### Parodien
- 1988: Blackadder’s Christmas Carol
- 2008: Big Fat Important Movie (An American Carol)
- 2009: Der Womanizer – Die Nacht der Ex-Freundinnen (Ghosts of Girlfriends Past)
- 2010: Fest der Liebe (A Christmas Carol)

### Audio

#### Hörspiele
- 1947: Weihnachtsabend, mit Willi Umminger als Ebenezer Scrooge – Regie: Gerd Beermann (SWF)
- 1965: Der Weihnachtsabend
- 1968: Der Weihnachtsabend – Bearbeitung und Regie: Lothar Schluck (SWF/SDR/HR/SR)
- 2004: Fröhliche Weihnachten, Mr. Scrooge!
- 2008: Charles Dickens’ Weihnachtsmärchen
- 2016: Eine Weihnachtsgeschichte

#### Hörbücher (Auswahl)
- 2008: Eine Weihnachtsgeschichte (Audible exklusiv, gelesen von Helmut Krauss)
- 2010: Ein Weihnachtslied in Prosa (gelesen von Friedrich Schoenfelder), Steinbach sprechende Bücher, ISBN 978-3-86974-043-0
- 2016: Eine Weihnachtsgeschichte (gelesen von Felix von Manteuffel), Oetinger Media GmbH, ISBN 978-3-8373-0531-9
- 2020: Eine Weihnachtsgeschichte (gelesen von David Nathan), Audiobuch Verlag, ISBN 978-3-95862-554-9

### Theater
- A Christmas Carol, Theateraufführung, uraufgeführt am 1. Dezember 2001 im Schauspielhaus am Staatsschauspiel Dresden, von Gerold Theobalt, Regie: Holk Freytag, seit 2002 im Palais Großer Garten in Dresden alljährlich im Dezember
- Vom Geist der Weihnacht. Musical. Musik und Libretto: Dirk Michael Stefan, uraufgeführt 2001 im TheatrO CentrO Oberhausen, seither saisonal auf Welttournee[1]
- Der Weihnachtsabend. Sprechtheater. Sprecher und Gesangseinlagen (mit britischen Weihnachtsliedern): Graham F. Valentine, 2001, wieder 2003, im Schauspielhaus Zürich, Spielort „Pfauen“ und in der Box des Schiffbaus in Deutsch und Englisch. Auch als Hörbuchlesung mit Gesang, z. B. The Twelve Days of Christmas oder The Holy and the Ivy. ISBN 978-3-907877-02-9
- Eine Weihnachtsgeschichte. Musiktheater. Musik: Robert Persché Libretto: Andreas Braunendal. Uraufführung: Dezember 2009 im TTZ Tanz & Theater Zentrum Graz[2]
- 2004: Die Geister sind los! Interaktives Kindertheater des Theater Sturmvogel, Uraufführung in Reutlingen, seither alljährliche Aufführungen[3]
- 2010: A Christmas Carol – Theateraufführung. Theater im Depot in Dortmund, mit Cordula Hein, Jörg Hentschel, Thomas Kemper und Sandra Wickenburg[4]
- 2010: Ein Weihnachtslied – Aufführung mit Kinder- und Frauenchor in Schweizer Mundart in Bachenbülach, Libretto Andreas Fischer. Seither alljährliche Aufführungen.[5]
- 2012: Ballett von Jaroslaw Jurasz nach Charles Dickens, Musik von Irineos Triandafillou (Uraufführung: Nordharzer Städtebundtheater, Halberstadt, 17. November 2012 zum 200. Geburtstag von Charles Dickens)
- 2012: Ein Weihnachtslied – Theaterstück von Barry L. Goldman (nach Charles Dickens’ „A Christmas Carol“). Uraufführung: 12. November 2012 im Theater Bonn.[6]
- 2014: A Weihnachtsgschicht, bayerisches Theaterstück von Ferdinand Maurer (frei nach Charles Dickens’ A Christmas Carol). Uraufführung: 13. Dezember 2014 im Theater am Burgerfeld Markt Schwaben.
- 2015: Humbug?, Theaterstück von Angela Heintz (frei nach Charles Dickens’ „A Christmas Carol“). Aufgeführt von Schaubühne Neunkirchen e. V. Uraufführung: 6. Dezember 2015 in der Gebläsehalle Neunkirchen/Saar.
- 2017: A Christmas Carol, Theateraufführung, American Drama Group, Schauspielhaus Bochum
- 2017: Das Braunschweiger Weihnachtswunder, Theateraufführung, Komödie am Altstadtmarkt, Braunschweig
- seit 2017: Eine Weihnachtsgeschichte von Charles Dickens, Live-Hörspiel mit Musik und Diashow, Christoph Tiemann und das Theater ex libris[7]
- 2018: Eine Weihnachtsgeschichte nach Charles Dickens in Deutscher Laut- und Gebärdensprache, Theateraufführung in Deutscher Laut- und Gebärdensprache, Theater im OP, Göttingen, Regie: Miriam Feix und Franziska Karger[8]
- 2021: VHS Christmas Carol Live! StarKid Productions, The Bourbon Room, Los Angeles, Musik: Clark Baxtresser[9]